# Heilgeiststraße 69 (Stralsund)
Das Gebäude mit der postalischen Adresse Heilgeiststraße 69 ist ein denkmalgeschütztes Bauwerk in der Heilgeiststraße in Stralsund.

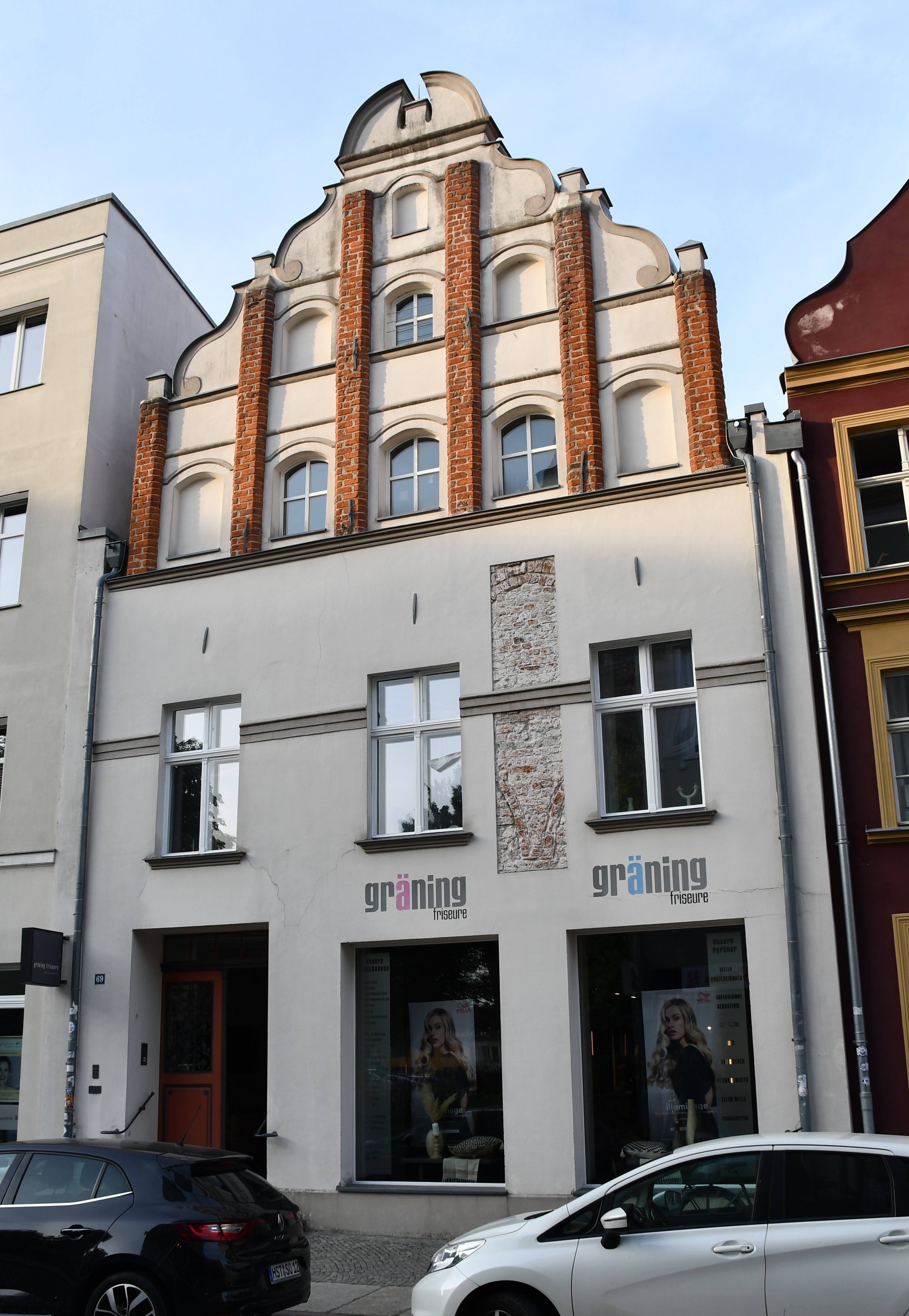
Das Haus Heilgeiststraße 69 in Stralsund (2023)

Der zweigeschossige und dreiachsige, giebelständige Putzbau wurde im 15. Jahrhundert errichtet.
Ursprünglich als Pfeilergiebelhaus gebaut, wurde es im 17. Jahrhundert im Stil des Barock überformt. Im 19. Jahrhundert wurde es erneut verändert. Bei einer Restaurierung im Jahr 1981 wurden die sechs Pfeilervorlagen im Schweifgiebel, die im Stil der Gotik gestaltet waren, hervorgehoben. Ebenso wurden bei dieser Restaurierung die ursprünglichen, rundbogigen Öffnungen im Erdgeschoss angedeutet.
Das Haus liegt im Kerngebiet des von der UNESCO als Weltkulturerbe anerkannten Stadtgebietes des Kulturgutes „Historische Altstädte Stralsund und Wismar“. In die Liste der Baudenkmale in Stralsund ist es mit der Nr. 339 eingetragen.